# Куроедово (Московская область)
Куроедово — деревня в Сергиево-Посадском районе Московской области России, входит в состав сельского поселения Лозовское.

## Население
| 1859 | 1890 | 1899 | 1926 | 2002 | 2006 | 2010 |
| ---- | ---- | ---- | ---- | ---- | ---- | ---- |
| 117  | ↗164 | →164 | ↘143 | ↘0   | ↗1   | ↘0   |

## География
Деревня Куроедово расположена на севере Московской области, в южной части Сергиево-Посадского района, примерно в 43 км к северу от Московской кольцевой автодороги и 13,5 км к югу от железнодорожной станции Сергиев Посад, по левому берегу впадающей в Торгошу реки Козелки (бассейн Клязьмы).
В 5 км северо-западнее деревни проходит Ярославское шоссе М8, в 13 км к югу — Московское малое кольцо А107, в 17 км к северо-востоку — Московское большое кольцо А108, в 14,5 км к юго-востоку — Фряновское шоссе Р110.
К деревне приписано садоводческое товарищество (СНТ). Ближайшие населённые пункты — деревни Зубцово, Лычёво и Спасс-Торбеево.

## История
В «Списке населённых мест» 1862 года — казённая деревня 1-го стана Дмитровского уезда Московской губернии на Архангело-Богородском тракте, в 47 верстах от уездного города и 14 верстах от становой квартиры, при реке Козелке, с 21 двором и 117 жителями (57 мужчин, 60 женщин).
По данным на 1890 год — деревня Морозовской волости Дмитровского уезда со 187 жителями.
В 1913 году — 28 дворов.
По материалам Всесоюзной переписи населения 1926 года — центр Куроедовского сельсовета Сергиевской волости Сергиевского уезда Московской губернии в 6,4 км от Ярославского шоссе и 5,3 км от станции Сергиево Северной железной дороги; проживало 143 человека (65 мужчин, 78 женщин), насчитывалось 27 крестьянских хозяйств.
С 1929 года — населённый пункт Московской области в составе:
- Зубцовского сельсовета Сергиевского района (1929—1930)[14],
- Зубцовского сельсовета Загорского района (1930—1939)[15],
- Воздвиженского сельсовета Загорского района (1939—1963, 1965—1991)[15][16][17],
- Воздвиженского сельсовета Мытищинского укрупнённого сельского района (1963—1965)[16],
- Воздвиженского сельсовета Сергиево-Посадского района (1991—1994)[17],
- Воздвиженского сельского округа Сергиево-Посадского района (1994—2006)[18],
- сельского поселения Лозовское Сергиево-Посадского района (2006 — н. в.)[19][20].